# 马尹酒
马尹酒是安徽省馬鞍山市博望區博望镇出产的一系列米酒和白酒，是用当地糯米作主料，经淘米、浸泡、蒸米、拌曲、发酵、过滤、贮存、灭菌等十余道传统手工酿造工序而酿成的米香型白酒和米酒。此酒乃地方性酒种，虽入选市级非物质文化遗产，但销量却并不大，因为此酒和当地其他米酒一样多为民间自酿自饮，只有部分市售。